# Brian Connolly

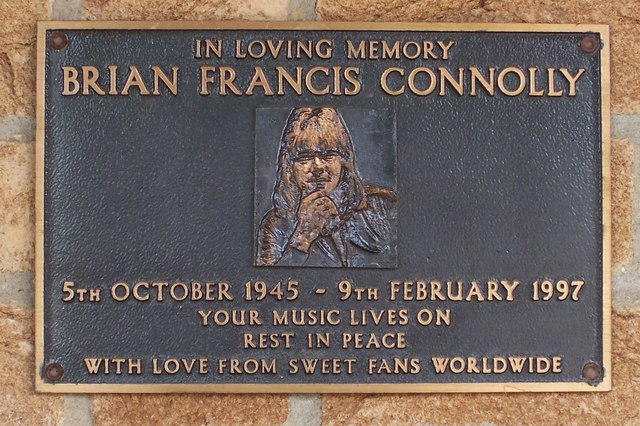
Minnesplakett över Brian Connolly i Ruislip i Hillingdon.

Brian Francis Connolly, född 5 oktober 1945 i Hamilton, South Lanarkshire, död 9 februari 1997 i Slough, var en brittisk sångare och förgrundsfigur i glamrockbandet The Sweet från 1968 till 1979. Före sin död drabbades Connolly av ett flertal hjärtinfarkter.

## Diskografi

### Sweet
- 1971 – Funny How Sweet Co-Co Can Be
- 1974 – Sweet Fanny Adams
- 1974 – Desolation Boulevard
- 1976 – Give Us a Wink
- 1977 – Off the Record
- 1978 – Level Headed

### Solo
Album
- 1986 – Brian Connolly and The Sweet – Greatest Hits
- 1995 – Let's Go
- 2004 – Take Away the Music

Singlar
- 1980 – "Take Away the Music" / "Alabama Man"
- 1980 – "Don't You Know a Lady" / "Phone You"
- 1982 – "Hypnotized" / "Fade Away"